# Castell d'Espirà de Conflent
El Castell d'Espirà de Conflent, també anomenat en l'actualitat El Castellàs, és un edifici de la comuna del mateix nom, de la comarca del Conflent, a la Catalunya del Nord.
Està situat dalt d'un esperó rocós al nord del poble, en una situació que li permetia de vigilar l'accés a la vall del Tet alhora que protegia el poble d'Espirà.

## Història
Segons la historiadora Anna de Pous, la fortalesa o castell de villa Aspirano està documentada des del 974, però la manca de documentació d'aquest castell fa que la seva història sigui molt confusa. Existeixen molts dubtes sobre si es tracta d'aquest castell o de la mateixa cellera del poble.
Els seus orígens semblen remuntar-se al segle xi, com a possessió dels senyors de Jóc (vinculats als comtes de Cerdanya i posteriorment als de Barcelona), que la van retenir fins al segle xii. En aquell moment, la darrera pubilla, Beatriu d'Urtx, l'aportà en dot en esposar Hug de Saissac, que posteriorment l'incorporà al vescomtat de Fenollet. Aquesta incorporació va durar poc, perquè l'adhesió d'Hug a la causa albigesa va comportar que després de la derrota de Muret, les seves propietats li fossin arrabassades.

## L'edifici
En l'actualitat només en resten algunes ruïnes molt cobertes per la vegetació. S'hi reconeix una planta quasi quadrada, de 14,5 x 14 metres, organitzada a l'entorn d'un pati central. Les cobertes són enfonsades, però s'hi reconeixen dos pisos, amb una alçada d'uns 7 metres, coronats per merlets (en queda tot just un). L'entrada era a ponent, a prop de l'angle nord-oest. Al nord i a l'est es conserven rengleres d'espitlleres, grans i de doble esqueixada.
L'aparell és força irregular i primitiu. S'alternen carreus grossos tan sols trencats, sense desbastar, amb còdols de riera.